# Ousmane Viera
Pour les articles homonymes, voir Viera.
Ousmane Viera Diarrassouba est un footballeur international ivoirien né le 21 décembre 1986 à Daloa. Il occupe le poste de défenseur.

## Biographie

### En équipe nationale
Diarrassouba est retenu par le sélectionneur Gérard Gili afin de participer aux Jeux olympiques d'été de 2008 organisés en Chine. Lors du tournoi olympique, il joue 4 matchs : contre l'Argentine, la Serbie, l'Australie, et enfin le Nigeria. La Côte d'Ivoire atteint les quarts de finale de la compétition.
Il reçoit sa première sélection le 6 septembre 2013 lors d'un match contre le Maroc comptant pour la sixième et dernière journée des éliminatoires de la Coupe du monde 2014 au Brésil. La rencontre se termine sur un score nul de 1-1.
Il fait partie des 23 Ivoiriens choisi par Sabri Lamouchi pour disputer le mondial. Cependant l'équipe déçoit, en étant éliminée dès les poules, alors que son groupe semblait abordable. Durant la compétition, Diarrassouba ne dispute pas la moindre minute de jeu.
Sélectionné par Hervé Renard pour la CAN 2015, il entre deux fois en jeu : lors du match de poule face au Cameroun, puis lors des demi-finales contre la RDC. À la fin de la compétition, il devient, avec le reste de l'équipe, champion d'Afrique.
Lorsque Kolo Touré prend sa retraite internationale, celui-ci le désigne comme « Le nouveau ministre de la défense ».
Le 26 mars 2015, il marque son premier but en sélection lors d'un match amical face à l'Angola (victoire 2-0).

## Palmarès

### En sélection
- Vainqueur de la Coupe d'Afrique des Nations en 2015 avec l'équipe de Côte d'Ivoire